# Кахім Перріс
Кахім Ентоні Перріс (англ. Kaheem Anthony Parris; 6 січня 2000, Очо-Ріос, Ямайка) — ямайський футболіст, правий вінгер азербайджанського клубу «Сабах» та збірної Ямайки.

## Клубна кар'єра
Народився в містечку Очо-Ріос в окрузі Сент-Енн на північному узбережжі Ямайки, навчався в технічній середній школі Dinthill.
У 2017 році Парріс дебютував у Національній прем'єр-лізі Ямайки за клуб «Кавальєр». У січні 2018 року він забив три голи в трьох іграх поспіль.
У вересні 2019 року Перріс був відданий в оренду команді вищого дивізіону Словенії «Домжале». Однак він провів лише один матч за клуб, так і не закріпившись у команді, тому був відданий на правах оренди до клубу другого дивізіону Словенії «Крка». У липні 2020 року Перріс підписав новий сезонний договір оренди з «Кркою», де став найкращим бомбардиром другого дивізіону Словенії з 16 голами.
У липні 2021 року Парріс підписав дворічний контракт із словенською командою вищого дивізіону «Копер». Дебютував у складі «Копера» 17 липня 2021 року в матчі проти клубу «Алюміній» (0:0) і загалом за сезон забив 10 голів у 34 іграх чемпіонату, а також виграв національний кубок, забивши у турнірі 2 голи у 4 іграх.
2 вересня 2022 року Перріс був проданий київському «Динамо» з української Прем'єр-ліги за рекордну для клубу трансферну суму, яка, як вважається, становить понад 1 мільйон євро. Перріс підписав з «Динамо» чотирирічний контракт з опцією продовження ще на рік. 2 жовтня дебютував за киян у гостьовому матчі Прем'єр-ліги проти «Минаю» (1:0), вийшовши на поле на 76-й хвилині і замінивши на лівому фланзі атаки Владислава Кабаєва. Загалом за сезон 2022/23 зіграв 13 ігор у Прем'єр-лізі, але не забив жодного голу.
6 вересня 2023 року клуб азербайджанської Прем'єр-ліги «Сабах» оголосив про оренду Перріса на один сезон з правом викупу.

## Міжнародна кар'єра
Перріс дебютував у юнацькій збірній Ямайки до 17 років у 2016 році в кваліфікації CFU. Перріс також грав у фінальних раундах Юнацького чемпіонату КОНКАКАФ у 2017 році, але ямайці не вийшли з групи.
Згодом у складі молодіжної збірної Ямайки до 20 років грав на молодіжному чемпіонаті КОНКАКАФ у 2018 році, де теж його команда не вийшла з групи
Перріс також грав за олімпійську команду до 23 років на Панамериканських іграх 2019 року.
28 серпня 2017 року Кахім дебютував у національній збірній Ямайки в товариському матчі проти Тринідаду і Тобаго (2:1).
У складі збірної був учасником розіграшу Золотого кубка КОНКАКАФ 2023 року в США та Канаді, де зіграв у одному матчі, а його команда стала півфіналістом змагання.

## Статистика

### Клубна
Статистику оновлено на 3 вересня 2022 року.
| Сезон                | Клуб                 | Чемпіонат            | Чемпіонат | Чемпіонат | Кубок  | Кубок | Кубок | Міжнародні | Міжнародні | Міжнародні | Інше   | Інше | Інше  | Всього | Всього |
| Сезон                | Клуб                 | Турнір               | Ігор      | Голів     | Турнір | Ігор  | Голів | Турнір     | Ігор       | Голів      | Турнір | Ігор | Голів | Ігор   | Голів  |
| -------------------- | -------------------- | -------------------- | --------- | --------- | ------ | ----- | ----- | ---------- | ---------- | ---------- | ------ | ---- | ----- | ------ | ------ |
| 2017/18              | «Кавальєр»           | ПЛ                   | 19        | 5         |        | -     | -     |            | -          | -          |        | -    | -     | 19     | 5      |
| 2018/19              | «Кавальєр»           | ПЛ                   | 20        | 3         |        | -     | -     |            | -          | -          |        | -    | -     | 20     | 3      |
| Всього за «Кавальєр» | Всього за «Кавальєр» | Всього за «Кавальєр» | 39        | 8         |        | -     | -     |            | -          | -          |        | -    | -     | 39     | 8      |
| 2019-лют. 2020       | «Домжале»            | 1Л                   | 1         | 0         | КС     | 0     | 0     | ЛЄ         | 0          | 0          |        | -    | -     | 1      | 0      |
| Всього за «Домжале»  | Всього за «Домжале»  | Всього за «Домжале»  | 1         | 0         |        | -     | -     |            | -          | -          |        | -    | -     | 1      | 0      |
| лют.-чер. 2020       | «Крка»               | 2Л                   | 1         | 1         |        | -     | -     |            | -          | -          |        | -    | -     | 1      | 1      |
| 2020/21              | «Крка»               | 2Л                   | 19+2      | 16+1      |        | -     | -     |            | -          | -          |        | -    | -     | 21     | 17     |
| Всього за «Крка»     | Всього за «Крка»     | Всього за «Крка»     | 22        | 18        |        | -     | -     |            | -          | -          |        | -    | -     | 22     | 18     |
| 2021/22              | «Копер»              | 1Л                   | 34        | 10        | КС     | 4     | 2     |            | -          | -          |        | -    | -     | 38     | 12     |
| 2022/23              | «Копер»              | 1Л                   | 7         | 1         |        | -     | -     | ЛК         | 2          | 0          |        | -    | -     | 9      | 1      |
| Всього за «Копер»    | Всього за «Копер»    | Всього за «Копер»    | 41        | 11        |        | 4     | 2     |            | 2          | 0          |        | -    | -     | 47     | 13     |
| 2022/23              | «Динамо»             | ПЛ                   | 13        | 0         |        | -     | -     | ЛЄ         | 1          | 0          |        | -    | -     | 14     | 0      |
| Всього за «Динамо»   | Всього за «Динамо»   | Всього за «Динамо»   | 13        | 0         |        | -     | -     |            | 1          | 0          |        | -    | -     | 14     | 0      |
| Загалом              | Загалом              | Загалом              | 103       | 37        |        | 4     | 2     |            | 0          | 0          |        | -    | -     | 110    | 39     |

### Збірна
| Дата       | Місто          | Господарі         | Результат | Гості              | Турнір                                        | Голи | Примітки |
| ---------- | -------------- | ----------------- | --------- | ------------------ | --------------------------------------------- | ---- | -------- |
| 25-8-2017  | Порт-оф-Спейн  | Тринідад і Тобаго | 1 – 2     | Ямайка             | товариський матч                              | -    | 81'      |
| 29-4-2018  | Норт-Саунд     | Антигуа і Барбуда | 0 – 2     | Ямайка             | товариський матч                              | -    | 80'      |
| 17-8-2018  | Сент-Джорджес  | Гренада           | 1 – 5     | Ямайка             | товариський матч                              | -    | 60'      |
| 14-11-2020 | Ер-Ріяд        | Саудівська Аравія | 3 – 0     | Ямайка             | товариський матч                              | -    | 46'      |
| 4-6-2022   | Парамарибо     | Суринам           | 1 – 1     | Ямайка             | Ліга націй КОНКАКАФ 2022—2023 - груповий етап | -    | 71'      |
| 7-6-2022   | Кінгстон       | Ямайка            | 1 – 1     | Суринам            | Ліга націй КОНКАКАФ 2022—2023 - груповий етап | -    | 86'      |
| 27-9-2022  | Гаррісон       | Ямайка            | 0 – 3     | Аргентина          | товариський матч                              | -    | 79'      |
| 15-6-2023  | Рітцинг        | Ямайка            | 1 – 2     | Катар              | товариський матч                              | -    | 83'      |
| 19-6-2023  | Вінер-Нойштадт | Ямайка            | 1 – 2     | Йорданія           | товариський матч                              | -    |          |
| 2-7-2023   | Санта-Клара    | Ямайка            | 5 – 0     | Сент-Кіттс і Невіс | Кубок КОНКАКАФ 2023 - груповий етап           | -    | 61'      |
| Усього     |                | Матчів            | 10        |                    | Голів                                         | 0    |          |

## Титули і досягнення
- Володар Кубка Словенії (1):

«Копер»: 2021/22
- Володар Кубка Азербайджану (1):

«Сабах»: 2024/25